# Cupa României 1966-1967
Ediția 1966-1967 a fost a 29-a ediție a Cupei României la fotbal. A fost câștigată de Steaua București pentru a doua oară consecutiv și pentru a opta oară în total, învingând în finală echipa Foresta Fălticeni cu scorul de 6-0.

## Desfășurare
Toate meciurile, exceptând finala (care a avut loc în București) s-au jucat pe teren neutru. În șaisprezecimi au participat 32 de echipe, din care făceau parte și cele din Divizia A. Dacă după 90 de minute scorul era egal se jucau două reprize de prelungiri a câte 15 minute. Dacă după prelungiri scorul era tot egal, meciul se rejuca următoarea zi pe același stadion. Dacă și acel meci se termina tot la egalitate, în primele 90 de minute, echipa cu media de vârstă mai mică trecea mai departe. În cazul în care se consemna un rezultat de egalitate după prelungiri, atunci echipa oaspete se califica în următoarea etapă.

## Șaisprezecimi
| Data           | Echipă gazdă          |   | Echipă oaspete      | Rezultat         |
| -------------- | --------------------- | - | ------------------- | ---------------- |
| 5 martie 1967  | Gloria Bistrița       | – | Steaua București    | r 0:1 (0:0, 0:0) |
|                | Dacia Unirea Brăila   | – | Rapid București     | 0:1 (0:1)        |
|                | Medicina Cluj         | – | Jiul Petroșani      | 3:1 (1:1)        |
|                | Electroputere Craiova | – | U Craiova           | r 0:1 (0:0, 0:0) |
|                | Foresta Fălticeni     | – | Steagul Roșu Brașov | 1:0 (0:0)        |
|                | Oțelul Galați         | – | Poli Timișoara      | r 2:3 (1:2, 2:2) |
|                | Corvinul              | – | UTA Arad            | 1:3 (0:2)        |
|                | Minerul Lupeni        | – | Metalul București   | 1:0 (0:0)        |
|                | Textila Mediaș        | – | Progresul București | 2:4 (1:3)        |
|                | Crișul Oradea         | – | Sportul Studențesc  | 1:0 (1:0)        |
|                | Metalul Plopeni       | – | Politehnica Iași    | r 1:1 (0:0, 1:1) |
|                | Avântul Reghin        | – | Dinamo București    | 0:2 (0:2)        |
|                | CSM Sibiu             | – | Farul               | r 0:0            |
|                | CSM Suceava           | – | Universitatea Cluj  | r 2:1 (1:0, 1:1) |
|                | CFR Timișoara         | – | Argeș Pitești       | 2:0 (1:0)        |
| 29 martie 1967 | F.C. Baia Mare        | – | Petrolul Ploiești   | 4:0 (4:0) 1      |

1 Meciul a avut loc pe 5 martie 1967, dar a fost întrerupt după 13 minute.

## Optimi
| Data           | Oraș      | Echipă gazdă        |   | Echipă oaspete   | Rezultat  |
| -------------- | --------- | ------------------- | - | ---------------- | --------- |
| 5 aprilie 1967 | Bistrița  | F.C. Baia Mare      | – | CSM Suceava      | 1:0 (0:0) |
|                | Brașov    | Steaua București    | – | Medicina Cluj    | 1:0 (0:0) |
|                | București | Progresul București | – | Dinamo București | 1:0 (1:0) |
|                | Craiova   | Farul               | – | Crișul Oradea    | 2:1 (0:1) |
|                | Hunedoara | Politehnica Iași    | – | U Craiova        | 2:0 (1:0) |
|                | Pitești   | Rapid București     | – | Minerul Lupeni   | 6:0 (4:0) |
|                | Ploiești  | Foresta Fălticeni   | – | Poli Timișoara   | r 0:0     |
|                | Reșița    | CFR Timișoara       | – | UTA Arad         | 1:0 (0:0) |

## Sferturi
| Data       | Oraș      | Echipă gazdă      |   | Echipă oaspete      | Rezultat         |
| ---------- | --------- | ----------------- | - | ------------------- | ---------------- |
| 3 mai 1967 | Brăila    | Steaua București  | – | Farul               | 3:0 (1:0)        |
|            | Craiova   | CFR Timișoara     | – | Progresul București | r 1:1 (0:1, 1:1) |
|            | Suceava   | Foresta Fălticeni | – | Politehnica Iași    | r 1:1 (0:0, 1:1) |
|            | Timișoara | Rapid București   | – | F.C. Baia Mare      | 3:0 (3:0)        |

## Semifinale
| Data          | Oraș      | Echipă gazdă      |   | Echipă oaspete  | Rezultat  |
| ------------- | --------- | ----------------- | - | --------------- | --------- |
| 28 iunie 1967 | Bacău     | Foresta Fălticeni | – | Rapid București | 1:0 (1:0) |
|               | Hunedoara | Steaua București  | – | CFR Timișoara   | 3:0 (2:0) |

## Finala
| 2 iulie 1967 | Steaua București                                             | 6 – 0   | Foresta Fălticeni | Stadionul Republicii, București Spectatori: 20.000 Arbitru: Iosif Ritter (Timișoara) |
| 2 iulie 1967 | 8', 16' Șoo 10' Negrea 38' Voinea 62' Avram 71' \|D. Popescu | Cronică |                   | Stadionul Republicii, București Spectatori: 20.000 Arbitru: Iosif Ritter (Timișoara) |

| STEAUA BUCUREȘTI: |                     |  |     |
|                   |                     |  |     |
| P                 | Carol Haidu 60'     |  |     |
| F                 | Lajos Sătmăreanu    |  |     |
| F                 | Emeric Jenei        |  |     |
| F                 | Dumitru Nicolae     |  |     |
| F                 | Bujor Hălmăgeanu    |  |     |
| M                 | Vasile Negrea       |  |     |
| M                 | Dumitru Popescu     |  |     |
| A                 | Sorin Avram         |  |     |
| A                 | Gheorghe Constantin |  |     |
| A                 | Vasile Șoo          |  |     |
| A                 | Florea Voinea       |  |     |
| Schimbări:        |                     |  |     |
| P                 | Vasile Suciu        |  | 60' |
| Antrenor:         |                     |  |     |
| Ilie Savu         |                     |  |     |

| FORESTA FĂLTICENI: |               |  |     |
|                    |               |  |     |
| P                  | Țacamaș 46'   |  |     |
| F                  | Fodor 46'     |  |     |
| F                  | Juhasz        |  |     |
| F                  | Gümo          |  |     |
| F                  | Pavel         |  |     |
| M                  | Halasz        |  |     |
| M                  | N. Constantin |  |     |
| A                  | Oltan         |  |     |
| A                  | Luțac         |  |     |
| A                  | Benic         |  |     |
| A                  | Nae           |  |     |
| Schimbări:         |               |  |     |
| P                  | Boniș         |  | 46' |
| F                  | Ioniță        |  | 46' |
| Antrenor:          |               |  |     |
| Iosif Lengheriu    |               |  |     |